# 離縁状
離縁状（りえんじょう）とは、江戸時代に庶民が離婚する際、妻から夫、夫から妻（または妻の父兄）に宛てて交付する、離婚を確認する文章である。
『公事方御定書』では離別状と称した。あるいは去状（さりじょう）、暇状（いとまじょう）とも呼ばれた。また、江戸時代には字を書けない人は3本の線とその半分の長さの線を1本書くことにより離縁状と同等の取扱がされていたため、庶民の間では三行半（みくだりはん）という呼称が広まった。
なお、武家では離縁状は不要であったとするのが通説（中田薫・石井良助・瀧川政次郎）であるが、離婚成立の要件ではないものの慣習としては広く行われていたとする説（高柳真三・高木侃）もある。
現代の離婚届が夫婦連名で国に対して行う確認的届出の文書であるのと異なり、離縁状は夫の単独行為である離縁を証する文書である。
女性の労働力によって支えられている養蚕や製糸・織物業が主体となっている地域では離婚後も女性の収入源が確保されているため、離縁状は養蚕地帯において多く残されていることが指摘されている。

## 江戸時代の離婚制度
離縁状を夫や妻（または妻の父兄）に交付することで離婚は成立する。妻が離婚を望んでいるにもかかわらず離縁状を書かないのは夫の恥とされ、また、夫が離縁状を書いても親類や媒酌人（仲人）が預かることも多かった。さらに、夫からの勝手な一方的離婚の場合には相当量の金銭を妻に持たせることもあった。このように、必ずしも夫が好き勝手に易々と離婚できる制度ではなかった。これは重婚が固く禁じられていたという背景もある。
『公事方御定書』の規定によれば、離別状を受領せずに再婚した妻は髪を剃って親元へ帰され、また、離別状を交付せずに再婚した夫は所払（ところばらい。追放。）の刑に処された。
武家においては仕えている主君（江戸幕府・藩など）に双方の家から離縁届を提出すれば離婚が成立する（従って、離縁状は不要だったとするのが通説である）。ただし、浪人となって離縁届を出す主君がいない場合には離縁状が出されていた（大石良雄・りくの例など）。しかし、尾張藩の朝日文左衛門が離縁した際には夫（朝日）の父から妻の父に対して離縁状が手渡され、朝日自身も仲人にその旨を報告の書状を送るなど、江戸時代の武士の日記には離縁状の交付に関する記述や実際の離縁状の写しなどを記したものもあるため、慣習として存在していたとする説の根拠となっている。また、自分の死後に妻が自分の家（嫁ぎ先）に生涯留まり続けざるを得なくなるのを避けるために遺言などの形で離縁に言及する場合があった。これを末期離婚という。
武家の離婚の場合、婚姻自体が家と家の関係を構築するためのものであったため、対応を間違えると家同士の対立に発展することにもなった(仙台藩と岡山藩の半世紀近い関係断絶に発展した所謂「元文離婚事件」など)。特に同じ主君に仕える家同士の揉め事は主家としても不都合であった。そのため、藩の中には離縁届と共に両家より「義絶願」を提出させて一時的に両家の義絶（絶交）を認め、ほとぼりが冷めた頃に両家話し合いの上で「和順願」を出させて手打ちを図った。
妻を離婚できる7つの事由を「七去（しちきょ）」といい、「舅（しゅうと）に従わない」「無子」「多言」「窃盗」「淫乱」「嫉妬」「悪疾」であり、元は律令の定めであったが、近世に『女大学』などの書で一般化した。

## 三行半
三行半とは、離縁状の俗称である。離縁状の内容を3行半で書く習俗があったことから、このように称される。もっとも、必ずしも全ての離縁状が3行半であったわけではない。
その3行半の文面にはいくつか種類があるが、多くは前段で離婚文言を述べ、後段で再婚許可文言を述べる（帝大教授・穂積重遠の研究による）。

離別一札の事
一、今般双方勝手合を以及離
 縁 然ル上者其元儀 何方縁組
 いたし候共 私方に二心無
 依之離別一札如件
亥十一月廿四日 長吉
おせいとの

読み下し：離別一札のこと。一つ、今般双方勝手合を以て離縁に及び、然る上は其の元儀、何方に縁組み致し候とも、私方に二心無く、これにより離別一札くだんの如し。亥十一月二十四日。長吉。おせい殿。
意訳：離別状。この度、双方協議の上、離縁いたします。したがって、今後あなたが誰と縁組みしようとも、私に異議はなく、翻意することもありません。以上、本状を以て離別状と致します。亥年11月24日。長吉。おせい殿。

また、縁切寺であった満徳寺（群馬県太田市）に残る離縁状は満徳寺離縁状と呼ばれ、仏教用語が用いられた独特の文面を持つ。縁切寺（えんきりでら）とは、女性の側からの離婚が困難な場合でも、そこに駆け込むことによって離婚が達成される尼寺である。鎌倉の東慶寺も縁切寺として名高い。

離別一札之事
一、深厚宿縁浅薄之事
 不有私 後日雖他え
 嫁 一言違乱無之
 仍如件
弘化四年 国治郎 爪印
 八月 日
 常五郎殿姉
 きくどの

読み下し：離別一札の事。一つ、深厚の宿縁、浅薄の事。わたくしあらず。後日他へ嫁すと（謂えど）も、一言違乱これなく。よってくだんの如し。弘化四年八月 日。国治郎 爪印。常五郎殿姉。きく殿。
意訳：離別状。深く厚いと思った宿縁は、実は浅く薄かったのです。双方の責によるところではありません。後日、他へ嫁ぐことになろうとも、一切異議無く、前言を撤回することはありません。以上。弘化4年8月 日。国治郎 爪印（爪印とは、親指の爪の縁に墨を塗ってつけた筋状の印。）。常五郎殿姉。きく殿。

なお、「三行半」の名前の由来には、奈良時代の律令に定められた棄妻（婿入婚における、夫からの一方的な離婚。放妻とも言う。）の際に用いられた書状七出之状（しちしゅつのじょう）の「七」を半分に割って三行り半というとする説や、婚姻の際に妻の親元が出す婚姻許可状が7行の文書であることが多かったため、その半分の3行半にするという説などもある。
最近、新潟県十日町市では江戸時代に妻から夫に出された離縁状が発見された。
離縁状の写しは、1856（安政3）年、旧貝野村安養寺の妻「ふじ」が夫の「重右衛門」にあてた。縦30センチ、横40センチの和紙に墨で書かれ、冒頭に「離縁状之事」とあり、8行にわたり「夫が病気」との理由や、100両を慰謝料として払ったことが記されている。差出人は「ふじ」の後に、本家、親せきと続く。

## 日本最古・最新の離縁状
離縁状の起源について、1965年には石井良助が『江戸の離婚』において、上方で刊行されていた仮名草子の分析から関西では明暦元年（1655年）以前から三行半方式の離縁状が存在し、元禄年間に一般化したと指摘した。
江戸時代には女性が現金収入を得る手段である養蚕が発達した甲斐国（山梨県）において離縁状が多く残されており、甲斐国巨摩郡落合村（南アルプス市落合）に伝来する元禄9年（1696年）の本文五行の離縁状は国内最古のものと知られていた。これは表題が「かまい御無座候手間状之事」の手間状。本文は五行で、差出人には夫とともに息子の署名があり、内容では離縁した妻を他男の妾として譲ったことが記されている。
2008年には福井県において貞享3年（1686年）の年記を持つ離縁状が確認され、これを塗り替えるものとして注目された。これは三行半の去状で、印章が実物でないことから原本ではなく写本であることが指摘される。
2014年（平成26年）3月には東京女子大学准教授・髙橋修、縁切寺満徳寺資料館名誉館長・高木侃（両者の肩書は2014年時点）による調査で、山梨県甲府市の個人所蔵、旧八代郡楠甫村（山梨県市川三郷町）に伝来する離縁状が、国内最古の年号である寛文7年（1667年）9月6日をもつことが確認された。文書の寸法は縦27.3センチメートル、横38.3センチメートル。本文は六行で、表題はない。内容は離婚を見越して事前に条件を記す「先渡し離縁状」と呼ばれる形式で、「三行半」の書式が成立する以前の離縁状として注目されている。
一方、最新の離縁状については1917年（大正6年）のものが知られていたが、高木は1940年（昭和15年）の離縁状を報告している。